# Meuterei in der Schifffahrt

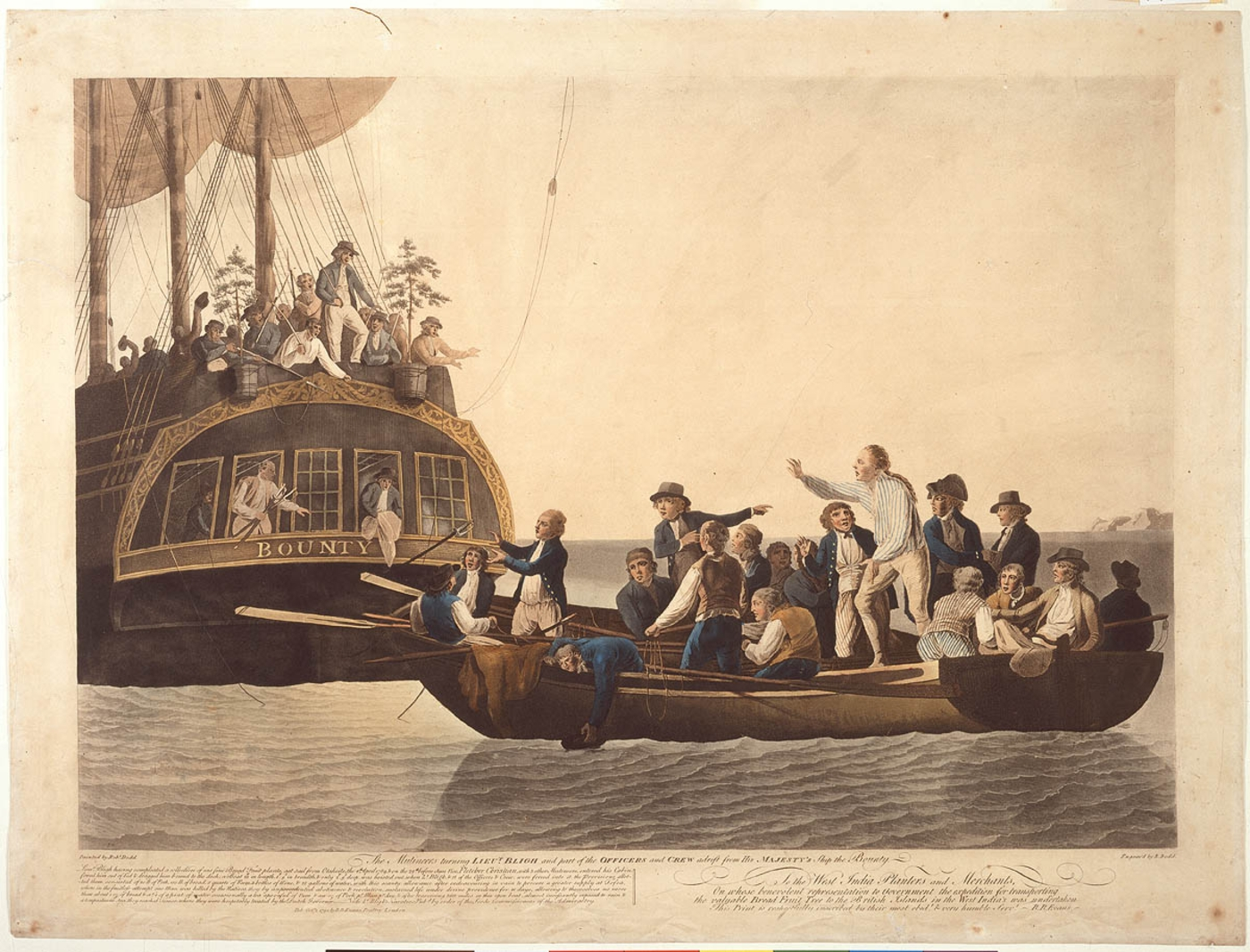
Die Meuterei auf der Bounty ist die weltweit berühmteste Meuterei.

Die Meuterei in der Schifffahrt ist die Gehorsamsverweigerung von Schiffsbesatzungsmitgliedern. Sie wurde über Jahrhunderte hinweg fast immer mit dem Tode bestraft.

## Situation in Deutschland
Im Seemannsgesetz (SeemG) wurde als Meuterei bezeichnet, wenn Truppenteile oder Schiffsbesatzungen gegen einen oder mehrere Vorgesetzte bei der Durchführung von Maßnahmen zur Aufrechterhaltung von Sicherheit und Ordnung an Bord gemeinschaftlich Widerstand leisten und dabei Gewalt einsetzen oder androhen. Oftmals wurden als Meuterei jedoch alle Vergehen nach § 115 und § 116 SeemG bezeichnet, also die „Nichtbefolgung dienstlicher Anweisungen“ und „Widerstand“.
Seit 2013 bestraft § 146 Abs. 1 in Verbindung mit § 145 Abs. 1 Nr. 16, § 124 Abs. 1 Satz 2 des Seearbeitsgesetzes (SeearbG) die vorsätzliche Nichterfüllung einer vollziehbaren Anordnung, die ein Vorgesetzter in Ausübung seiner Bordgewalt erteilt und die dazu dient, eine drohende Gefahr für Menschen, für das Schiff oder dessen Ladung abzuwehren, schwere Störungen des Schiffsbetriebs zu verhindern oder Vorschriften über die Schiffssicherheit zu erfüllen, mit Freiheitsstrafe bis zu fünf Jahren oder mit Geldstrafe.
Das rechtswidrige Übernehmen der Herrschaft über ein im zivilen Seeverkehr eingesetztes Schiff bzw. das Einwirken auf dessen Führung wird als Angriff auf den Seeverkehr (§ 316c StGB) mit Freiheitsstrafe von fünf bis fünfzehn Jahren, in minder schweren Fällen von einem bis zu zehn Jahren, bestraft. Nach diesem Tatbestand können nicht nur Besatzungsmitglieder, sondern auch Dritte (z. B. Passagiere, Piraten) bestraft werden.

## Situation in Österreich
In Österreich wird das gemeinschaftliche Begehen der Straftaten „Nötigung eines Vorgesetzten“ (§ 47 SeeSchFG) und „Misshandlung eines Vorgesetzten“ (§ 48 SeeSchFG) als Meuterei im Schiffsdienst bestraft (§ 49 SeeSchFG).

## Situation in der Schweiz
Für Schiffe unter Schweizer Flagge gilt das Seeschifffahrtsgesetz. Es bestimmt unter anderem, dass an Bord von Schweizer Schiffen das Schweizer Strafrecht gilt. Der Begriff „Meuterei“ wird dort nur für den öffentlichen Aufruf zum Ungehorsam gegenüber militärischen Vorgesetzten verwendet. Das Seeschifffahrtsgesetz selber spricht in Artikel 140 von „Ungehorsam“. Dieser lautet: 
1 Der Seemann eines schweizerischen Seeschiffes, der dem Befehl eines Vorgesetzten betreffend die nautische oder technische Führung des Schiffes oder auf Verbüssung einer Disziplinarstrafe nicht gehorcht, wird mit Geldstrafe bis zu 90 Tagessätzen bestraft.
2 In leichten Fällen erfolgt disziplinarische Bestrafung.
3 Lautet der Befehl auf Rettung des eigenen oder eines fremden Schiffes oder von Personen in Seenot, so ist die Strafe Freiheitsstrafe bis zu einem Jahr oder Geldstrafe.
4 Eine von einem Seemann gegenüber einem Vorgesetzten begangene einfache Körperverletzung oder Tätlichkeit wird von Amtes wegen verfolgt.

## Liste von Meutereien
Bekannte Meutereien fanden unter anderem auf folgenden Schiffen statt:
- 1520: Victoria, San Antonio, Conception auf der ersten Weltumsegelung von Ferdinand Magellan[7]
- 1628: Batavia
- 1763: Meuterei auf der Nijenburg
- 1789: Meuterei auf der Bounty
- 1797: Meutereien von Spithead und Nore
- 1842: Somers
- 1905: Knjas Potjomkin Tawritscheski
- 1917: Prinzregent Luitpold und Friedrich der Große (Matrosen Reichpietsch und Köbis)
- 1918: Helgoland und Thüringen, dann auf König und vielen weiteren Schiffen der Hochseeflotte
- 1931: Invergordon-Meuterei in Großbritannien
- 1945: M 612, einem Minensuchboot der deutschen Kriegsmarine
- 1975: Storoschewoi (Сторожевой), Fregatte der Kriwak-Klasse der Sowjetischen Marine – Grundlage für den Film Jagd auf Roter Oktober.